# ريتشارد دوبسون
ريتشارد دوبسون (بالإنجليزية: Richard Dobson)‏ هو مغن مؤلف وملحن أمريكي، ولد في 19 مارس 1942 في تايلر في الولايات المتحدة، وتوفي في 16 ديسمبر 2017 بسبب سرطان المريء.

## وصلات خارجية
- الموقع الرسمي
- ريتشارد دوبسون على موقع IMDb (الإنجليزية)
- ريتشارد دوبسون على موقع ميوزك برينز (الإنجليزية)
- ريتشارد دوبسون على موقع أول ميوزيك (الإنجليزية)
- ريتشارد دوبسون على موقع ديسكوغز (الإنجليزية)